# Nicholas Potter
Nicholas Potter (* 1990) ist ein britisch-deutscher Journalist und Autor mit den Themenschwerpunkten Rechtsextremismus, Radikalisierung, Antisemitismus und transnationale rechte Gewalt.

## Leben
Nicholas Potter wuchs in der Nähe von London auf. Er studierte Englische und Deutsche Literatur am King’s College London. 2013 zog er nach Berlin und absolvierte seinen Master an der Humboldt-Universität zu Berlin. Danach arbeitete er für Publikationen wie die taz, den Tagesspiegel, The Guardian, Haaretz, The Jerusalem Post, Expo und die Jüdische Allgemeine. Er ist Mitherausgeber und Autor des 2023 erschienen Buches Judenhass Underground: Antisemitismus in emanzipatorischen Subkulturen und Bewegungen. Eine Recherche über Israelfeindlichkeit und Antisemitismus bei Fridays for Future international gemeinsam mit Joshua Schultheis unter dem Titel Tweets gegen Israel brachte ihm eine Nominierung für den Theodor-Wolff-Preis 2024 in der Kategorie ‚Meinung‘ ein. Zudem tritt er häufig in Medien wie BBC, Deutsche Welle und VICE auf und wird in The New York Times und The Times zitiert. Potter arbeitete für die Amadeu Antonio Stiftung, ehe er im Juli 2024 als Redakteur zu taz zwei, dem Kultur- und Gesellschaftsteil der taz, wechselte.

## Arbeitsschwerpunkte
Nicholas Potter berichtete mehrfach über die Gefahr rechtsextremer Gewalt und wies dabei insbesondere auf Anschläge in Deutschland hin, wie die Morde an Walter Lübcke sowie den Anschlag in Halle und in Hanau. In seinen Analysen hob er die transnationalen Verbindungen rechter Gruppierungen hervor und zeigte auf, wie diese Netzwerke international operieren. Potter erläuterte, wie gut vernetzte Täter sich online radikalisieren und gemeinsame Ideologien teilen.
Ein weiterer Schwerpunkt von Potters Arbeit liegt auf der Rolle der Musik in der rechten Szene. Er zeigte auf, wie Musik als Mittel zur Rekrutierung und Radikalisierung junger Menschen eingesetzt wird.
Potter untersuchte auch die internationalen Verbindungen und die gegenseitige Unterstützung rechter Gruppen. Dabei berichtete er über die Teilnahme deutscher Rechtsextremisten am Krieg in der Ukraine und die engen Verbindungen zwischen europäischen und amerikanischen rechten Gruppierungen.
Der von Nicholas Potter und Stefan Lauer im August 2023 im Hentrich und Hentrich Verlag herausgegebene Sammelband Judenhass Underground: Antisemitismus in emanzipatorischen Subkulturen und Bewegungen wurde in vielen Medien besprochen und erwähnt.

## Rufmordkampagne und Morddrohung
Aufgrund seiner Berichterstattung zum Krieg in Israel und Gaza und zu antisemitischen Vorfällen in diesem Zusammenhang wurde Potter Opfer einer im Dezember 2024 begonnenen Rufmordkampagne. Diese ging nach Medienberichten von der russlandnahen Propagandaplattform Red aus, über die Potter zuvor berichtet hatte. Sie führte unter anderem zur Verteilung diffamierender Aufkleber, auf denen Potters Konterfei abgebildet ist und die in seinem Wohnort Berlin an Laternenmasten und Ticketautomaten geklebt wurden. Die Deutsche Journalistinnen- und Journalisten-Union verurteilte die Angriffe auf Potter als „gezielte Rufmordkampagne“. Barbara Junge veröffentlichte im Namen der taz-Chefredaktion eine Stellungnahme und verurteilte die über Monate andauernde Kampagne auf Social-Media-Plattformen gegen ihren Redakteur Nicholas Potter als Angriff auf die Pressefreiheit. Der Zentralrat der Juden drückte Solidarität mit Potter aus. Im April 2025 wurde bekannt, dass in Berlin ein Plakat aufgehängt worden war, auf dem Potter mit dem Tod bedroht wurde.

## Veröffentlichungen
- mit Stefan Lauer: Judenhass Underground: Antisemitismus in emanzipatorischen Subkulturen und Bewegungen. Hentrich und Hentrich Verlag, Berlin 2023, ISBN 978-3-95565-615-7.